# Daniel Sigurbjörnsson Benet
Daniel Hafthor Sigurbjörnsson Benet (ur. 28 września 1990 r. w Tortosa) – hiszpański wioślarz.

## Osiągnięcia
- Mistrzostwa Świata Juniorów – Pekin 2007 – jedynka – 23. miejsce[1].
- Mistrzostwa Świata Juniorów – Linz 2008 – jedynka – 16. miejsce[1].
- Mistrzostwa Świata U-23 – Račice 2009 – dwójka podwójna wagi lekkiej – 9. miejsce[1].
- Mistrzostwa Świata U-23 – Brześć 2010 – dwójka podwójna wagi lekkiej – 5. miejsce[1].
- Mistrzostwa Europy – Montemor-o-Velho 2010 – czwórka bez sternika wagi lekkiej – 10. miejsce[1].